# Sture Johnsson
Sture Johnsson (Mölndal, 27 de septiembre de 1945) es un deportista sueco que compitió en bádminton, en la modalidad individual.
Ganó cuatro medallas en el Campeonato Europeo de Bádminton entre los años 1968 y 1978.

## Palmarés internacional
| Campeonato Europeo | Campeonato Europeo        | Campeonato Europeo | Campeonato Europeo |
| Año                | Lugar                     | Medalla            | Prueba             |
| ------------------ | ------------------------- | ------------------ | ------------------ |
| 1968               | Bochum (RFA)              | Medalla de oro     | Individual         |
| 1970               | Port Talbot (Reino Unido) | Medalla de oro     | Individual         |
| 1974               | Viena (Austria)           | Medalla de oro     | Individual         |
| 1978               | Preston (Reino Unido)     | Medalla de bronce  | Individual         |